# Lalainia Lindbjerg
Lalainia Lindbjerg (Coquitlam, Columbia Británica, 3 de septiembre de 1974) es una actriz de doblaje canadiense que trabajó para Ocean Studios en Vancouver, Columbia Británica, Canadá.

## Biografía
Lindbjerg ha desempeñado varios papeles como actriz de doblaje. Es conocida por su papeles como Bulma en Dragon Ball, Mia Koji en Ronin Warriors, y como la Venus de Milo en Las Tortugas Ninja: La próxima mutación. 
Está casada con Brad Strelau y tiene un hijo, Caedence Strelau y una hija, Aurielle Strelau. 
Antes de ser confirmada como la voz en habla inglesa de Stella Loussier en Gundam SEED Destiny, Kelly apareció como tal en la mayoría de páginas web de anime, incluso antes de que SEED Destiny fuera lanzada en Norteamérica. 
No se sabe exactamente por qué no volvió a interpretar a Bulma en el doblaje de AB Groupe/Ocean Studios de la segunda parte de Dragon Ball Z hecha para los mercados europeos y canadiense, ni tampoco por qué no repitió su rol como Mia en Ronin Warriors. (En ambas series fue sustituida por Maggie Blue O'Hara, a la que Lalainia había reemplazado previamente como Bulma en el efímero doblaje al inglés de Dragon Ball.) En los créditos cinematográficos, su apellido aparece con un guion, de la siguiente manera: Lalainia Lindbjerg-Strelau.
Hizo el papel de Katie en Sabrina, La Bruja Adolescente.

## Filmografía

### Televisión y cine
- The Adventures of Corduroy –
- Animated Classic Showcase – Varios personajes
- Expediente X – Zoe (01x02-Garganta Profunda)
- Battletoads: The Animated Series – Princesa Angelica
- Barbie and the Magic of Pegasus – Princesa Brietta
- Barbie in the 12 Dancing Princesses – Princesa Courtney
- Barbie Fairytopia: Magic of the Rainbow – Glee
- Being Ian – Britney
- G.I. Joe: A Real American Hero – Varios personajes
- Littlest Pet Shop –
- The Magic Trolls and the Troll Warriors – Princesa Celia
- My Little Pony Tales – Clover
- Las Tortugas Ninja: Next Mutation – Venus de Milo (voz)
- First Wave – Francesca Dutton (Temporada 2, Episodio 9: "Lost Souls")
- Pony Royale – Harmony
- The Power of Animals – Blair Barnes
- The Princess Twins of Legendale – Princesa Dawn y Princesa Eve
- RoboCop: Alpha Commando – Varios personajes
- Sabrina: la serie animada – Katy
- The Star, Moon, Sun, and Heart – Lia Walker
- Stories From My Childhood – Varios personajes
- Troll Tales –
- Zoomix – Lori